# 吸血鬼僕人
《吸血鬼僕人》（日语：SERVAMP-サーヴァンプ-）是日本漫畫家田中Strike（田中ストライク）繪畫的漫畫作品，KADOKAWA出版，於KADOKAWA漫畫雜誌《月刊Comic Gene》2011年7月號開始連載。
2016年7月宣佈動畫化。

## 故事大綱
奉行「簡單（SIMPLE）」為座右銘的高中一年級學生城田 真晝，某天在路邊撿到一隻貓，並給牠取名為「小黑」。然而，小黑其實是一名專和人類簽訂契約的吸血鬼。而且他是七位吸血鬼真祖之一。機緣巧合之下，真晝成為了小黑的主人。之後他遇到了自稱第八位的吸血鬼「椿」，意外被捲入椿所引發的吸血鬼戰鬥之中。

## 登場人物

### 怠惰
城田 真晝（しろた まひる）
日本聲優：寺島拓篤 (成年期)、七瀬彩夏 (幼年期)
臺灣聲優：鈕凱暘(成年期)、林美秀(幼年期)
舞台劇演員：竹中凌平
年齡：16
生日：7月7日
身高：165cm
喜好食物：日式蘿蔔泥、和風漢堡排
喜好飲品：麥茶、橙汁
討厭的事物：梅雨
興趣：做菜、打掃、洗衣服
擅長科目：家政、體育、日語
不擅長科目：英語
社團：田徑
喜歡的顏色：橙色
本作的主角。「怠惰」的EVE。高中一年級學生。溫柔開朗。口頭禪是「簡單就是最好的（SIMPLE IS BEST）」。不喜歡麻煩的事，但會主動幫助別人，甚至接受同學不願做的工作。真晝有很強的家務能力，跑步也很快。父親塔間來自一個魔術師家族。母親遇到事故去世。自幼由叔父徹撫養長大。因為叔父經常出差，所以他大部分時間一個人獨自生活。
某天，真晝在街上撿到一隻貓「小黑」，並與他訂立契約，成為其主人。起初，他使用掃把形態的武器。但小黑正視自己的過去以後，武器轉為槍的形態，真晝自此使用其進行戰鬥。曾經遭遇車禍，所以真晝沒有繼承魔術師的能力。
小黑(クロ)
日本聲優：梶裕貴
臺灣聲優：李景唐
舞台劇演員：千田京平
年齡：18
生日：12月31日
身高：177cm 
喜好食物：泡麵、洋芋片（清湯口味）
喜好飲品：可樂
討厭的事物：鬧鐘的聲音
興趣：遊戲機、尋找舒服的好枕頭                                   喜歡的顏色：黑色
「怠惰」的真祖。兄弟姐妹排行第一。通稱「沉默之終結（Sleepy ash）」。雖然自甘墮落，兼且懶散，不喜歡活動。但他並非冷漠、不負責任的人。儘管契約是暫時性，仍竭力保護真晝免受危險。真晝認為他是一個「 Neet吸血鬼」。口頭禪是「真麻煩」，「合不來」。於陽光之下，會變成黑貓。實際上，真正形態為黑色獅子。儘管這形態讓他感到疲累。
原本是英國倫敦鄉下的孤兒，以牧羊為生。村民為包庇侵害領主女兒的真兇，強迫其背上罪名，導致他被領主殺害。死亡過後，被伯爵以吸血鬼的身份復活。由於這一事件陷入憤怒，被「怠惰」的惡魔附身，從而開始四處漂泊。人類時期名為「亞當（Adam）」。
・性格與能力：                          儘管懶散，但其實擁有強大的力量，是吸血鬼之中最強的一個。由於過去的陰影，吸血鬼能力無法操縱自如。與真晝交流之後，存於內心的芥蒂迎刃而解，逐漸恢復本來應有的力量。他決定不再逃避，選擇與真晝一起面對現實。戰鬥方式是使用伸長的爪來攻擊敵人，能操縱衣服的下擺如同利刃般切割。

### 傲慢
千駄谷 鐵（せんだがや てつ )
日本聲優：小野友樹
臺灣聲優：林正騏
舞台劇演員：加藤健
年齡：14
生日：4月29日
身高：189cm
喜好食物：烤饅頭
喜好飲品：昆布茶
興趣：幫忙溫泉旅館
擅長科目：體育
討厭科目：理科
社團：書法
喜歡的顏色：紺碧色
「傲慢」的EVE。純真善良。家族經營旅館「白之湯溫泉」。雖然年齡14，卻比別人還要高大。在吸血鬼的棺材寫上「歡迎光臨白之湯溫泉」，用來作為旅館的宣傳。原本的頭髮為黑色，因為祟拜弓景而染成金色。他的姐姐（桂）是弓景的姐姐（都湖）的妻子。
休 澤 達克 阿爾 加諾 三世（ヒュー・ザ・ダーク・アルジャーノンⅢ世）
日本聲優：村瀨步
臺灣聲優：陳筱寧
「傲慢」的真祖。兄弟姐妹排行第二。
通稱「過去美好時代的遺忘者（Old child）」。
愛稱「休 hugh」。可變成蝙蝠。冷靜高傲。有時候如小孩般天真爛漫。

### 嫉妒
有栖院 御國（ありすいん みくに）
日本聲優：柿原徹也
臺灣聲優：梁興昌
舞台劇演員：堀田怜央
年齡：23
生日：10月1日
血型：B型
身高：174cm
職業：古董品店主
喜好食物：德式聖誕蛋糕
喜好飲品：皇家奶茶、椰奶
討厭的事物：家庭劇
興趣：世界旅行、玩洋娃娃
擅長科目：世界史
討厭科目：書法
喜歡的顏色：琥珀色
「嫉妒」的EVE。御園的哥哥。自稱「喜歡世界旅遊的古董商」。狂傲自信。玩世不恭。對其擁有的少女人偶（艾貝爾）情有獨鍾。所以對於將她視為性對象的人毫不留情。雖然御國知曉御園是異母弟，但兩人仍以兄弟身份親密相處。
七年前，他帶著「嫉妒」離開了有栖院家。御國曾經在C3工作，因而熟悉C3內部的秘密，並能幫助真晝找到道路。曾經與吊戲搭檔，現在彼此之間存在嫌隙。御國深謀遠慮，陰險狡詐，一直與椿、莉莉（lily）維持合作關係。
傑傑（ジェジェ JEJE）
日本聲優：津田健次郎
臺灣聲優：于正昌
「嫉妒」的真祖。兄弟姐妹排行第三。通稱「有罪推定(Doubt doubt)」。可變成蛇。黑色長髮。沉默寡言。經常被御國玩弄。

### 色欲
有栖院 御園（ありすいん みその）    
日本聲優：下野紘
臺灣聲優：何志威
舞台劇演員：輝山立
年齡：16
生日：2月14日
血型：A型
身高：156cm
喜好食物：熔岩巧克力蛋糕
喜好飲品：巧克力牛奶
討厭的事物：擁擠的人群
興趣：西洋棋、在庭園看書
擅長科目：外語
討厭科目：體育、美術
喜歡的顏色：紫色
「色欲」的EVE。御國的弟弟。純真驕傲。不可一世。就讀名校私立帝一瀬學院。身體虛弱。所以經常坐在椅上。著名財閥有栖院家的公子。住在人類，吸血鬼共存的大宅邸。頭上有一根「呆毛」。
對在七年前突然離家出走的哥哥御國抱有強烈的憎惡，但不明白自己為何會有這種感覺。覺得父親，僕人對御國的徹底抹除行為很奇怪，因此產生疑惑。事實上，是御門的私生子。生母去世之後被有栖院夫婦，御國一同珍惜地撫養長大。試圖調查哥哥找出離家的真相。由於父親，僕人的掩飾，「色欲」施放的幻術，記憶被持續模糊化，這使他一度與「色欲」之間產生裂痕。因知曉自己出生的秘密而感到絕望。最終透過母親留下的信件重新振作。
史諾 莉莉（スノウリリイ Snow lily）
日本聲優：堀江一真
臺灣聲優：鍾少庭
「色欲」的真祖。兄弟姐妹排行第七。通稱「包羅萬象之愛(All of love)」。愛稱「莉莉（リリイ lily）」。容姿端麗，言行舉止柔和。於陽光之下會化為蝴蝶。擅於使用幻術。深不可測。詭計多端。

### 強欲
利希特 傑基爾 蘭德 轟
（リヒト・ジキルランド・轟
）
日本聲優：島﨑信長
臺灣聲優：鍾少庭
「強欲」的EVE。有日本，奧地利的血統。自稱「天使」。年齡：18。海外享負盛名的鋼琴家。演奏總會讓聽者落淚，被稱為「天使降臨」。有很強的想像力、創造力。冷峻單純。喜愛小動物。
海德（ハイド Hyde）
日本聲優：木村良平
臺灣聲優：何志威
「強欲」的真祖。兄弟姐妹排行第五。通稱「獨一無二(Lawless)」。
可變成刺蝟。輕浮狂暴。愛稱自己的主人「小天使」。裝模作樣。看不起別人。懦弱膽怯。生前是一個小國的下位王子。
【憂鬱】
椿（つばき）
日本聲優：鈴木達央
臺灣聲優：于正昌
舞台劇演員：上遠野太洸
通稱：不請自來的第八人(Who is coming)
年齡：21
生日：1月1日
身高：168cm
喜好食物：稻荷壽司、抹茶口味的食物
喜好飲品：紅豆湯
討厭的事物：兄弟
興趣：散步
喜歡的顏色：紅色
「憂鬱」的真祖。可變成狐狸。椿自稱「第八位」吸血鬼。然而，按照規律真祖只有七個，這使他成為了一名充滿謎團的人物。能在陽光之下維持人類形態。黑髮紅眼，穿著和服的男性。擁有能夠毀滅吸血鬼的強大力量。口頭禪是「真無趣」。常在狂笑之後說出這句話。企圖挑起吸血鬼之間的鬥爭。過去似乎受到C3的管理。
・性格與能力：
狂氣兼且冷酷無情。對「家族」也就是他的下位吸血鬼卻展現出關懷，會在他們有危險時前去救援。下位吸血鬼都有悲慘的經歷，椿對他們抱有深厚的感情。
右手漆黑，總是被和服袖子遮掩。慣用左手，戰鬥時使用一把黑色日本刀。他是吸血鬼之中最強的戰鬥者。
綿貫 櫻哉（わたぬき さくや）   
日本聲優：鈴木裕斗(動畫版)、深町寿成 (廣播劇CD)
臺灣聲優：鍾少庭
舞台劇演員：松田将希
年齡：16
生日：4月2日
身高：173cm
喜好食物：什錦燒
喜好飲品：碳酸飲料
討厭的事物：謊言
興趣：逛CD店、玩音樂遊戲                擅長科目：數學
討厭科目：倫理、日語
喜歡的顏色：綠色、螢光色
椿的下位吸血鬼。綠色頭髮。真晝的朋友。開朗真誠。只和真晝相處一年多，但對他的感情依然深厚，因此特別看待他。曾經對真晝施放幻術，植入了兩人自幼認識的記憶。過去為了保險金而被父母從陽台推下，瀕臨死亡時遇到椿，因而轉化成吸血鬼。揭示了身份之後，櫻哉離開了學校。雖然對朋友進行了記憶操作，但沒有完全抹去自己存在的痕跡，而是聲稱其經已轉學。然後作為椿的伙伴一起行動。即使回到椿的身邊，櫻哉仍然關心真晝的情況。
【C3】
露木 修平（つゆき しゅうへい）
日本聲優：石川界人
臺灣聲優：于正昌
年齡：22
職位：C3副支部長第三補佐                 伊滋那的青梅竹馬。聰穎冷靜。頭髮從黑色染成棕色。外表看起來比實際年輕。在真晝所讀的學校擔任學生會的副會長。其實是介於人類，吸血鬼之間的「中立機關」C3的成員。潛入真晝的學校偽裝成高中2年級學生。御國高中時的後輩。對御國非常厭惡，覺得他總在討厭的時候讓人煩躁。
有古典的倒霉體質。通常從樓梯上摔下來，被牛奶潑到，被足球打中，被撕破衣袖。總是隨身攜帶浴巾，敷料，針線以防萬一。信奉「備而不憂」的座右銘。
試圖通過將小黑，真晝分開來強迫他們協助C3。被真晝的「選擇」突破了平常的「大人」知識和規則。
聖日 耳曼 伯爵（サンジェルマン伯爵）
「憂鬱」的EVE。創造吸血鬼。200年前被「怠惰」殺害的始祖魔術師。冷漠兇暴。無所不用其極。

### 憤怒
伊滋那 諾貝爾（イズナ・ノーベル）
「憤怒」的EVE。C3開發組的成員。純潔可愛。年齡：17。修平的青梅竹馬。發明家。擅於製作各式各樣的魔法道具。
芙蕾雅（フレイア）
日本聲優：小清水亞美
臺灣聲優：陳筱寧
「憤怒」的真祖。兄弟姐妹排行第四。通稱「為人之母（The mother）」。紫色長髮。可變成狼。表情可怕，對於莉莉（lily）來說難以應付。溫婉隨和。沉迷於農業。下位吸血鬼都是戰場上的軍人。

### 暴食
尼克爾 卡佩 蒂姆（ニコロ・カルぺディエ厶）
「暴食」的EVE。愛稱「尼克」。黑手黨的首領。年齡：28。冷靜溫柔。擅長謀略規劃。
伊魯 迪奧（イルディオ）
日本聲優：諏訪部順一
臺灣聲優：李景唐
「暴食」的真祖。兄弟姐妹排行第六。通稱「吞噬整個世界(World end)」。愛稱「伊魯（イル）」。可變成小豬。脾氣暴躁。心地善良。

### 憂鬱
貝魯 琪雅（ベルキア）
日本聲優：松岡禎丞
臺灣聲優：梁興昌
椿的下位吸血鬼。嗜血殘忍。身穿白色燕尾服的魔術師。擅於穿刺表演。受傷時會變成玩偶。曾經是個醫生。
娣潔（オトギリ）
日本聲優：種崎敦美
臺灣聲優：陳筱寧
椿的下位吸血鬼。短髮巨乳護士。冷酷聰慧。口頭禪為「真傷腦筋」。可以嘴、手指、腳趾使用絲線操控他人戰鬥。人類時期名為「瑪格 麗特」。
彼岸（シャムロック）
日本聲優：藤原啟治
臺灣聲優：林正騏
椿的下位吸血鬼。紅色長髮。懶惰瘋狂的中年男性。曾經是個畫家。
萊拉克（ライラック Lilac）
日本聲優：大地葉
椿的下位吸血鬼。愛稱「萊拉（ライラ）」。柔弱清純。討厭戰爭。

## 出版書籍
| 卷數 | KADOKAWA       | KADOKAWA                                                | 東立出版社     | 東立出版社             |
| 卷數 | 出版日期       | ISBN                                                    | 出版日期       | ISBN                   |
| ---- | -------------- | ------------------------------------------------------- | -------------- | ---------------------- |
| 1    | 2011年12月27日 | ISBN 978-4-8401-4092-8                                  | 2012年11月5日  | ISBN 978-986-317-995-5 |
| 2    | 2012年6月27日  | ISBN 978-4-8401-4489-6                                  | 2013年8月5日   | ISBN 978-986-317-996-2 |
| 3    | 2012年12月27日 | ISBN 978-4-8401-4778-1                                  | 2013年9月5日   | ISBN 978-986-324-591-9 |
| 4    | 2013年4月27日  | ISBN 978-4-8401-5054-5                                  | 2013年12月25日 | ISBN 978-986-332-501-7 |
| 5    | 2013年12月27日 | ISBN 978-4-04-066171-1                                  | 2014年11月10日 | ISBN 978-986-348-029-7 |
| 6    | 2014年7月26日  | ISBN 978-4-04-066822-2                                  | 2015年4月30日  | ISBN 978-986-365-412-4 |
| 7    | 2014年12月27日 | ISBN 978-4-04-067233-5                                  | 2016年6月10日  | ISBN 978-986-382-476-3 |
| 8    | 2015年7月27日  | ISBN 978-4-04-067565-7                                  | 2016年6月30日  | ISBN 978-986-431-875-9 |
| 9    | 2015年12月26日 | ISBN 978-4-04-067868-9 ISBN 978-4-04-067598-5（限定版） | 2022年3月10日  | ISBN 978-986-462-810-0 |
| 10   | 2016年7月27日  | ISBN 978-4-04-068283-9                                  | 2024年3月7日   | ISBN 978-986-470-701-0 |
| 10.5 | 2016年7月27日  | ISBN 978-4-04-068295-2                                  |                |                        |
| 11   | 2017年12月27日 | ISBN 978-4-04-068806-0                                  |                |                        |
| 12   | 2018年3月27日  | ISBN 978-4-04-069766-6                                  |                |                        |
| 13   | 2018年10月25日 | ISBN 978-4-04-069981-3                                  |                |                        |
| 14   | 2019年7月26日  | ISBN 978-4-04-065587-1                                  |                |                        |
| 15   | 2020年3月27日  | ISBN 978-4-04-064494-3                                  |                |                        |
| 16   | 2020年12月25日 | ISBN 978-4-04-680039-8                                  |                |                        |
| 17   | 2021年8月26日  | ISBN 978-4-04-680629-1                                  |                |                        |
| 18   | 2022年3月26日  | ISBN 978-4-04-681237-7                                  |                |                        |
| 19   | 2022年10月27日 | ISBN 978-4-04-681786-0                                  |                |                        |
| 20   | 2023年6月27日  | ISBN 978-4-04-682595-7                                  |                |                        |
| 21   | 2023年12月26日 | ISBN 978-4-04-683119-4                                  |                |                        |
| 22   | 2024年10月25日 | ISBN 978-4-04-684080-6                                  |                |                        |
| 23   | 2024年11月27日 | ISBN 978-4-04-684102-5                                  |                |                        |
| 24   | 2024年12月27日 | ISBN 978-4-04-684103-2 ISBN 978-4-04-684105-6（特裝版） |                |                        |

## 電視動畫
2016年7月5日起每周二22:00在AT-X首播。

### 主題曲
片頭曲「Deal with」
作詞：YORKE.，作曲：Ta_2，編曲：小山壽、主唱：OLDCODEX
片尾曲「sunlight avenue」
作詞、主唱：寺島拓篤，作曲、編曲：中土智博

### 各話列表
| 話數   | 日文標題 | 中文標題            | 分鏡     | 演出     | 作畫監督             | 總作畫監督        |
| ------ | -------- | ------------------- | -------- | -------- | -------------------- | ----------------- |
| 第1話  |          | 真晝與小黑          | 更一燈   | 中野英明 | 伊藤美奈             | 山中純子 小林利充 |
| 第2話  |          | 椿                  | 中野英明 | 橫山廣行 | 櫻井拓郎、梶浦紳一郎 | 小林利充          |
| 第3話  |          | 關於無法來臨的未來  | 小柴純弥 | 小柴純弥 | 新保卓郎、小川浩司   | 山中純子          |
| 第4話  |          | 櫻哉                | 更一燈   | 長山延好 | 南伸一郎             | 小林利充          |
| 第5話  |          | 我是大人 這裡是社會 | 中野英明 | 小林孝志 | 伊藤美奈             | 山中純子          |
| 第6話  |          | 天使還是惡魔        | 吉川博明 | 橫山廣行 | 櫻井拓郎、梶浦紳一郎 | 小林利充          |
| 第7話  |          | 因為我是            | 小柴純彌 | 小林孝志 | 小川浩司             | 山中純子          |
| 第8話  |          | 一開始就有的行動    | 中野英明 | 中野英明 | 南伸一郎             | 小林利充          |
| 第9話  |          | 我沒有錯            | 長山延好 | 長山延好 | 伊藤美奈             | 山中純子          |
| 第10話 |          | 獨一無二            | 小林孝志 | 小林孝志 | 梶浦紳一郎、櫻井拓郎 | 小林利充          |
| 第11話 |          | 不要原諒我          | 高橋謙仁 | 高橋謙仁 | 伊藤美奈、小川浩司   | 山中純子          |
| 第12話 |          | 想簡單一點          | 更一燈   | 小林孝志 | 伊藤美奈、南伸一郎   | 山中純子 小林利充 |
| OVA    |          | 簡單的生活          | 更一燈   | 小林孝志 | 伊藤美奈、南伸一郎   | 山中純子 小林利充 |

### 播放單位
| 播放日期                | 播放時間                                          | 播放電視台     | 播放地區   | 備註                                 |
| ----------------------- | ------------------------------------------------- | -------------- | ---------- | ------------------------------------ |
| 2016年7月5日 - 9月20日  | 週二 23:00 - 23:30                                | AT-X           | 日本全域   | 製作委員会参加 / CS放送 / 有重播時段 |
| 2016年7月6日 - 9月21日  | 週三 22:00 - 22:30                                | 東京都會電視台 | 東京都     |                                      |
|                         | 週三 24:30 - 25:00                                | SUN電視台      | 兵庫縣     |                                      |
|                         | 週三 26:59 - 27:29                                | 名古屋電視台   | 中京廣域圈 | 企画協力                             |
| 2016年7月12日 - 9月27日 | 週二 26:30 - 27:00                                | BS日本         | 日本全域   | BS放送                               |
| 2017年6月3日 - 6月14日  | 國語：每天 19:30 - 20:00 日語：每天 23:30 - 24:00 | Animax         | 臺灣       | UTC+8，有重播時段                    |
| 2017年6月15日 - 6月22日 | 週一至五 18:30 - 19:30                            | Animax         | 香港       | UTC+8，有重播時段                    |

## 外部連結
- （日語）TANAKASTRIKE WEB（页面存档备份，存于）
- （日語）廣播劇CD「吸血鬼僕人」官方網站（页面存档备份，存于）
- （日語）吸血鬼僕人 官方的X（前Twitter）
- （日語）電視動畫「吸血鬼僕人」官方網站（页面存档备份，存于）
- （日語）吸血鬼僕人｜名古屋電視台（页面存档备份，存于）
- （日語）電視動畫「吸血鬼僕人」官方網站的X（前Twitter）
- （繁體中文）電視動畫「吸血鬼僕人」巴哈姆特作品資料（页面存档备份，存于）